# Whale and Dolphin Conservation Society
La Whale and Dolphin Conservation Society (WDCS), (en français « Société pour la conservation des baleines et des dauphins ») est une organisation non gouvernementale britannique visant à la protection des cétacés, c'est-à-dire des marsouins, des dauphins, des baleines et des espèces apparentées.

## Historique
La WDCS a été créée en 1987, son siège social se trouve à Chippenham dans le Wiltshire au Royaume-Uni. Cette association possède des bureaux en Argentine, en Australie, en Autriche, en Allemagne et aux États-Unis. Elle se fait principalement connaitre par sa lutte contre la chasse aux cétacés, ainsi que sa lutte contre les formes de pêches qui capturent accidentellement des cétacés.
La WDCS est un partenaire reconnu par la Convention de Bonn sur les espèces migratrices et les diverses conventions annexes comme l'ASCOBANS (accord sur la conservation des petits cétacés de la mer Baltique, du nord-est de l'Atlantique et des mers d'Irlande et du Nord). Elle est d'ailleurs membre du comité consultatif de plusieurs de ces conventions gouvernementales européennes. La WDCS effectue également des missions en Amérique et en Asie.
Elle est co-initiatrice avec l'ASCOBANS et l'ACCOBAMS (accord sur la conservation des cétacés de la mer Noire, de la Méditerranée et de la zone Atlantique adjacente) de l'année du dauphin en 2007.